# Josep Brangulí
Josep Brangulí Soler (Hospitalet de Llobregat, 1879-Barcelona, 1945) fue un fotógrafo español.

## Biografía
Inicialmente fue grabador pero pronto compagina esta actividad con la fotografía. Empieza como fotógrafo colaborando en la revista La Hormiga de Oro a finales del siglo XIX. Posteriormente destaca su colaboración con La Vanguardia y Prensa Española.
Fue autor de numerosos reportajes sobre Barcelona y Cataluña destacando el que hizo con motivo de la Exposición Universal de Barcelona de 1929. También destacar su labor fotográfica durante la guerra civil española.
Su hijo Joaquim (1913-1991) continúa a su fallecimiento, bajo el mismo nombre (Foto Brangulí), la actividad familiar como fotógrafo, habiendo sido ya colaborador de su padre en vida de este. Destaca su labor en el Diario de Barcelona.
El otro hijo, Xavier (1918-1986), también participó en la actividad familiar, destacando su labor en El Noticiero Universal.
El Archivo Brangulí está formado por más de medio millón de imágenes, placas de cristal y carteles. Fue adquirido en 1992 por la Generalidad de Cataluña, la cual lo ubicó en el Archivo Nacional de Cataluña.